# 有害
『有害 (YOU GUY! ROCK ON!)』（ゆうがい - ユー・ガイ・ロック・オン）は、日本のヘヴィメタルバンドである聖飢魔IIの第七大教典。
魔暦紀元前9年（1990年）9月9日に初回限定盤が、同年9月15日に通常盤がCBS・ソニーのFITZBEATレーベルから発布された6作目のオリジナル・アルバム。前作となる極悪集大成盤『WORST』（1989年）よりおよそ1年振りに発布された大教典であり、作詞はデーモン小暮およびSGT. ルーク篁III世、作曲は小暮および篁、エース清水が担当、プロデュースは聖飢魔II名義になっている。
本作発布前に「白い奇蹟」および「BAD AGAIN 〜美しき反逆〜」と2曲続けてバラードを発布し、さらに楽曲制作に行き詰まった結果小暮伝衛門名義による小暮のソロ・アルバム『好色萬声男』（1990年）の発布を挟んで制作された。本作は「SEX」をテーマに毒気を含んだ歌詞の聖飢魔IIにとって久々のHR/HM作品となった。
本作には「白い奇蹟」および「BAD AGAIN 〜美しき反逆〜」は収録されず、先行小教典として「有害ロック」がシングルカットされた他、「ファラオのように」がリカットとして発布された。本作はオリコンアルバムチャートにおいて初回限定盤が最高位第5位となった。

## 背景
第五大教典『THE OUTER MISSION』（1988年）においてそれまでのイメージを一新した聖飢魔IIであったが世間一般に対しては特別な波及効果はなく、かつてサザンオールスターズが「いとしのエリー」（1979年）のヒットによって世間に認知されたことを受けてバラードを小教典として発布する案が持ち上がった。同時期にエース清水が「白い奇蹟」、SGT.ルーク篁III世が「BAD AGAIN 〜美しき反逆〜」を制作し、結果として8枚目の小教典「白い奇蹟」が先に発布されることになった。「白い奇蹟」はオリコンシングルチャートにおいて最高位第12位の登場週数11回で売り上げ枚数は8.5万枚となった。1989年初夏からは初の極悪集大成盤の制作に入り、9月21日に発布された第六大教典『WORST』（1989年）はオリコンアルバムチャートにおいて第1位を獲得する。同時期に松元浩一がマネージメントに加入し、それまでは構成員とマネージャーの平野喜久雄、ディレクターの丸沢和宏によって運営されていたが、松元が一家言を持っていたことから大きく方向性が変化する事態になった。テレビっ子であった松元の影響でテレビ番組への露出が重要視されることになり、小暮はすでにフジテレビ系バラエティ番組『夢で逢えたら』（1988年 - 1991年）に出演していたが、さらに日本テレビ系バラエティ番組『全員出席!笑うんだってば』（1989年）への出演だけでなくオープニングテーマとエンディングテーマの制作が依頼され、温存されていた「BAD AGAIN 〜美しき反逆〜」をエンディングテーマとして急遽使用する形になり、オープニングテーマとして「JOKER～非力河童人間～」が使用されることになった。
同年12月31日にはNHK総合音楽番組『第40回NHK紅白歌合戦』において『NHK紅白歌合戦』（1951年 - ）に初出場し「白い奇蹟」を演奏。翌1990年2月1日には9枚目の小教典「BAD AGAIN 〜美しき反逆〜」が発布され、同曲はオリコンシングルチャートにおいて最高位第5位の登場週数9回で売り上げ枚数は9.9万枚となった。同曲の売り上げ枚数は聖飢魔IIの小教典では最も高くなり、デーモン小暮は「蠟人形の館」（1986年）のヒットが世間の認知に関する第一次ブレイクであり、「白い奇蹟」「BAD AGAIN 〜美しき反逆〜」の2曲を発布した時代が聖飢魔IIのピークであり音楽性でのブレイクであったと述べている。また、「BAD AGAIN 〜美しき反逆〜」をエンディングテーマとして使用していた『全員出席!笑うんだってば』は1989年末の放送で最終回となり、小教典としての発布時にすでに番組は終了していた。
時期的に次の大教典を制作する必要に迫られた聖飢魔IIであったが、楽曲が揃わずレコーディングに取り掛かれない状態であったことから、急遽小暮のソロ・アルバムを制作するという依頼が出されることになった。そのような過程で制作された小暮のソロ・アルバム『好色萬声男』は小暮伝衛門名義で発布され、わずか1か月程度で制作されたことから逆に様々なアイデアが出された結果、琵琶や尺八などの後の聖飢魔IIの音楽性に繋がる邦楽の要素も取り入れられることになった。またFITZBEAT所属のスタッフであった安場晴生からの発案により、同年5月30日および31日には小暮による一悪魔芝居『真説・照美事音傳来記（しんせつ・てれびじょんでんらいき）』が新宿スペース・ゼロにて行われた。開催まで1～2か月しかない状態での芝居劇の実施は通常ではあり得ないことであったが、鴻上尚史が総指揮として監修を務めることになり、さらに脚本家の戸田山雅司や演出家の板垣恭一が参加することで実現する運びとなった。小暮はこの芝居劇について「これをやっていたかいなかったで、この後の活動にすいぶん影響する」と述べるなど、聖飢魔IIのその後の活動に大きな影響を及ぼす結果となった。

## 録音、制作
マネージャーの平野によれば、当時はコンセプトありきでないと曲作りが出来なくなっていたために、本作制作前にはメンバーおよびスタッフの間でコンセプトを決定するためのミーティングが行われていたという。音楽的な絶頂期を迎えていた聖飢魔IIであったが曲作りが難航する状態が続いており、小暮のソロ・アルバムを制作している期間もその状態は続き、また大教典のコンセプトも中々定まらない状態に陥っていた。小教典発布においてバラードが2曲続いたことでデビュー以来の信者が離れて行く感覚にメンバーは捉われており、5枚目の小教典「STAINLESS NIGHT」（1988年）以降は「軟弱路線だ。一時期のような攻撃的で、世の中をぶっつぶしてやるという感じのものがちっともない」、あるいは「もっとガンガン、ゴリゴリしたのが聴きたいです」という信者からの反響が多く寄せられている状態であった。小暮によればこの時点で信者の質が大きく入れ替わっており、同時期に信者になった者が解散まで支持することになったと述べている。
当時寄せられていた意見に対し、ファンクラブの会報では「攻撃性を失ったということをすいぶん言われているけど、そんなことはない。今度の我々が吐く毒を思い知りやがれ」と信者にメッセージを投げかけた上で本作は制作された。そのためソフトな楽曲も含まれているものの、基本的は毒気の強い楽曲を収録するというコンセプトで制作することになった。前作『THE OUTER MISSION』がファンタジー要素の強い広大な世界観の作品であったことを受けて、本作では心の内面や毒をテーマにロック色の強い作品として仕上げることになったが、後に小暮は本作について「結果としては、中途半端だね」と述べている。本作において松崎雄一は初めて聖飢魔IIのレコーディングに参加することになり、構成員が制作したデモテープを基にアレンジや選曲を行ったと述べており、清水は本作において松崎がサウンド・プロデュースにような役割を果たしていたと述べている。本作のアレンジをすべて委ねられていた松崎はこの時の状況を「これより前に教典が売れて、何を出しても大丈夫というようなところがありましたね。僕はほんとはそれじゃあいけないんじゃないかと思ってはいたんですけどね」と述べ、当時の構成員の慢心に対して後に苦言を呈している。またライデン湯沢は当時メンバーが増長していたことを認めた上で、レコーディングのノウハウを得た結果自身が身を律するべきところをレコーディングスタッフに丸投げする状態になっていたと述べている。メンバーが増長していることに制作中に気が付いていた小暮は、レコーディングの最後に制作されることになる歌詞においてその時の感覚を表現していると述べている。

## 音楽性と歌詞
本作以前に発布された小教典が2曲連続してバラードであったことに対する反動から、本作では「ソフトじゃない、なるべく骨太の芯のしっかりしているロックを作ろう」という方針が固まり、「なるべくハードな」というテーマを掲げて制作が開始された。前作がトータリティーを意識し宇宙を舞台にした壮大なテーマであったため、本作では「人間の内部の心理状態とかをえぐって、骨太のモノを作りましょう」という方向性で制作が進められた。ディレクターの丸沢によれば、聖飢魔IIは過去作において「恐怖をやりつくし、ホラーからラブにいって、革命を起こそうという世界に入っていた」と述べた上で、前作『THE OUTER MISSION』が宇宙を舞台にした壮大な世界観であったが、本作のテーマは「SEX」であると述べている。聖飢魔IIはバンドが持つ特性として普遍的な愛や夢をテーマにすることが出来ず、制作時にネタ探しが必要であることや物事を裏側から描く必要があったとも述べており、また丸沢は本来であれば聖飢魔IIを馬鹿馬鹿しいバンドとして売り出していく意向ではあったものの、小暮は当時それよりも大きなものを背負っていたことから真面目な作品として完成させたと述べている。SGT. ルーク篁III世は同時期に寄せられた「軟弱路線」という意見への反動から、本作に関してはロック色の強い楽曲制作を心掛けていたが、その事が作品全体に暗い影を落としており、『THE OUTER MISSION』が弾けた作品であったことから影に隠れた印象があると後に述べている。篁は『THE OUTER MISSION』においてプロデューサーを担当した土橋安騎夫の指導によって引き出されたことで自身もメロディー作成が出来たと述べた上で、土橋が居なくとも良作が制作出来ると意気込んだ結果「ある意味失敗した」と認め、また篁は本作において7枚目の小教典として発布された「WINNER!」を超える楽曲は制作出来なかったとも発言している。
小暮は本作について「ファンタジーではないが、そんなに不満足な作品ではない」と述べた他、言葉やメッセージの面においての納得度は『THE OUTER MISSION』よりも高く、ファンタジー要素が売りであった聖飢魔IIとしては初めてメッセージ性が上回った作品であり、本作以降の作品においてメッセージ色が強まるに至った転機の作品であると述べている。小暮は本作の表面的なテーマは「SEX」であるが裏のテーマは異なると述べた上で、「SEXというものを表面的なテーマにすえながら人間の根幹を描こうとトライした作品」であるとも述べている。小暮は方法論が前作と比較して劣っていた訳ではないと指摘、「どれをかっこいいと思って、かっこよくないと思うのか? これは絶対かっこいいから貫き通そうというのは『THE OUTER MISSION』の時の土橋安騎夫氏にはあったけれども、『有害』の時にたずさわった構成員、準構成員の中にはなかったでしょう。なあなあで“これでいいんじゃないかな”というふうになったかな」と述べている。しかし小暮はその中でも「ファラオのように」「嵐の予感」「精神の黒幕 〜LIBIDO〜」などの秀作は存在すると主張し、「いい種はいっぱいあるが、大輪の花を咲かせる花咲じいさんがいなかったということかな」と述べた上で、「嵐の予感」の歌詞において表現されていることがすべてであるとも述べている。また「嵐の予感」は当時の小暮の心境が綴られた歌詞でもあり、納得できる作品に仕上がっていると自身は満足しているが、生真面目な楽曲であるが故に丸沢には好かれていないとも述べている。
清水は本作に対して「とっちらかっちゃったという意見が多い」と述べつつも、自身は好んでいる教典であると述べている。清水は音の方向性は異なるものの、バンドの姿勢としては『THE OUTER MISSION』からの流れで本作が制作されたと述べている。篁は本作と『THE OUTER MISSION』が対になっている作品であると主張し、アンコールの1回目に相応しい曲が「WINNER!」や「有害ロック」であり、変化球の楽曲が「LOVE FLIGHT」と「ファラオのように」であると比較した他に、「嵐の予感」が前作の音楽性の役割を果たしていると指摘した上で、『THE OUTER MISSION』と比較して明るさがないことが最大の相違点であり土橋が不在であったこと、バラードが2曲続いたことに反発していた構成員の精神状態が作品に表れていると述べている。ゼノン石川は本作について「非常にやりたい放題で、音の洪水」になっている作品であると述べた上で、構成員全員が様々なアイデアをつぎ込んだ結果音と音が食い合っている部分があり、「力を抜くことって大事なんだな」ということを学んだと述べている。湯沢は集大成盤『WORST』（1989年）がオリコンチャートで第1位を獲得し、『NHK紅白歌合戦』に出演したことなども影響した結果有頂天になっていた時期であると述べた他、本作はドラムスの手数が最も多い状態であったためにエンジニアの川辺修久も大変苦労したというエピソードを織り交ぜた上で「かなりぐちゃぐちゃになっている」と述べている。

## 楽曲

### SIDE A
1. 「有害ロック」
10枚目の小教典として発布された。詳細は「有害ロック」を参照。
2. 「ファラオのように」
11枚目の小教典として発布されが、本作収録バージョンは小教典とは歌詞が一部異なっている。詳細は「ファラオのように」を参照。
3. 「シンデレラ外伝」
湯沢は本曲での構成員による演奏が上手であり聖飢魔IIの速いテンポの楽曲では「1つの極み」であると指摘、「めちゃくちゃカッチリしているんだよね。よっぽどその日のみんなの体調が合っていたんだろうね、パルスが」と述べている[16]。
4. 「ピンクの恐竜」
  - 小教典「有害ロック」のカップリング曲。表記は無いが小教典とは異なるバージョンで収録されている。
5. 「ROSA」

### SIDE B
1. 「精神の黒幕 〜LIBIDO〜」
  - 小暮と清水が掛け合いでボーカルを担当している。
2. 「嵐の予感」
  - 当時の小暮によるメンバーに対してのメッセージが込められた楽曲[19]。2022年5月9日にロシアによるウクライナへの侵攻の抗議として、YouTubeチャンネル「聖飢魔II 活動絵巻集」にて新たに制作されたミュージック・ビデオを公開した[20]。しかし、該当動画はその後YouTubeの利用規約違反により削除されている[21]。
3. 「THUNDER STORM」
  - 北尾光司がプロレスラー時代に使用していたテーマ曲「超闘王（サンダーストーム）のテーマ」に歌詞を付けてアレンジを変えた楽曲。また、メロディーが前曲から繋がっている。
4. 「犬のようになめろ」
5. 「ヒロイン・シンドローム」

## リリース、批評、チャート成績
| 専門評論家によるレビュー | 専門評論家によるレビュー |
| レビュー・スコア         | レビュー・スコア         |
| 出典                     | 評価                     |
| ------------------------ | ------------------------ |
| CDジャーナル             | 肯定的                   |

本作は魔暦紀元前9年（1990年）9月9日にCBS・ソニーのFITZBEATレーベルから初回限定特別仕様盤として鉄アレイを模したビニール製のグッズ「万馬力養成アレイ入り有害缶」が付属したCDとして発布され、同年9月15日には通常盤としてCDおよびCTの2形態で発布された。本作の帯に記載されたキャッチフレーズは「これを聴いてはいけない! 君の脳が変になる 恍惚の第七教典」であり、CDブックレットには歌詞の他に富田達矢（聖飢魔II研究家）によるライナーノーツが収録されている。本作からは同年7月21日に先行小教典として「有害ロック」がシングルカットされた他、10月21日に「ファラオのように」がリカットとして発布された。小教典の発布に関しては構成員とレコード会社側とで意見が衝突し、レコード会社側は「ファラオのように」を先に発布するよう求めたが、小暮や篁は「いや、バラードが続いたから、次は骨太で」と述べ「有害ロック」を先に発布することが決定した。しかし後に篁は「ファラオのように」を先に発布すべきであったと述べている。聖飢魔IIは同年7月27日放送のテレビ朝日系音楽番組『ミュージックステーション』（1986年 - ）に出演して「有害ロック」を演奏した。その際、小暮はテレビスタジオ内のセットの一部を破壊した。
本作に対する評価として、音楽情報サイト『CDジャーナル』では本作で7作目となることから手詰まりになるのではないかと推測した上で、性的な要素が大幅に導入されたことや小暮のソロ作品と同様のプログレッシブ・ロックやハードロック志向が表れていることを指摘した上で、「けっこう1枚聴かせてしまう。ほどほどの知性が、今の御時世とつりあってるのかも」と肯定的に評価した。本作の初回限定盤はオリコンアルバムチャートにおいて最高位第5位の登場週数4回で売り上げ枚数は7.4万枚、通常盤は最高位第34位の登場週数6回で売り上げ枚数は2.9万枚となり、総合での売り上げ枚数は10.3万枚となった。この結果に対して小暮は、「そんなに出来が悪いとは思っていないけど、セールス的にはパッとしなかったし、構成員的にも過渡期だよねという意見もあった」と述べている。当時の清水や篁は曲を量産していたために本作には名曲も多数含まれているものの、前作『THE OUTER MISSION』が「非常に華々しい弾けた感じ」の作品であり、その後に発布された集大成盤『WORST』がオリコンチャートにて第1位を獲得した経緯があったために本作への期待値が高まった結果、「骨太を基調としてやってみたんだけど、結局は歌詞の部分でちょっと凝りすぎちゃったのかもしれない」と小暮は述べている。
本作に関連する活動絵巻教典として、1991年2月21日にミュージック・ビデオ集『無害』が発布された他、1990年12月17日および18日に東京ベイNKホールで行われた「超有害大黒ミサ行脚」の模様を収録したライブ・ビデオ『超有害行脚』が同年6月1日に発布されている。本作は1994年7月1日にMDにて再リリースされた他、2013年7月17日にソニー・ミュージック在籍時の聖飢魔IIのアルバム5作が復刻された際に本作もリマスター盤のBlu-spec CD2仕様にて再リリースされ、同日にはソニー・ミュージック在籍時の全83曲がiTunesやmoraなどで配信が開始された。

## 収録曲
- CDバックカバーに記載されたクレジットを参照[27]。

| #         | タイトル             | 作詞         | 作曲              | 編曲               | 時間  |
| --------- | -------------------- | ------------ | ----------------- | ------------------ | ----- |
| 1.        | 「有害ロック」       | デーモン小暮 | Sgt.ルーク篁III世 | 聖飢魔II、松崎雄一 | 4:00  |
| 2.        | 「ファラオのように」 | デーモン小暮 | エース清水        | 聖飢魔II、松崎雄一 | 6:03  |
| 3.        | 「シンデレラ外伝」   | デーモン小暮 | エース清水        | 聖飢魔II、松崎雄一 | 3:22  |
| 4.        | 「ピンクの恐竜」     | デーモン小暮 | Sgt.ルーク篁III世 | 聖飢魔II、松崎雄一 | 4:27  |
| 5.        | 「ROSA」             | デーモン小暮 | Sgt.ルーク篁III世 | 聖飢魔II、松崎雄一 | 6:19  |
| 合計時間: | 合計時間:            | 合計時間:    | 合計時間:         | 合計時間:          | 24:11 |

| #         | タイトル                   | 作詞              | 作曲              | 編曲               | 時間  |
| --------- | -------------------------- | ----------------- | ----------------- | ------------------ | ----- |
| 6.        | 「精神の黒幕〜LIBIDO〜」   | デーモン小暮      | エース清水        | 聖飢魔II、松崎雄一 | 3:52  |
| 7.        | 「嵐の予感」               | デーモン小暮      | Sgt.ルーク篁III世 | 聖飢魔II、松崎雄一 | 6:52  |
| 8.        | 「THUNDER STORM」          | デーモン小暮      | デーモン小暮      | 聖飢魔II、松崎雄一 | 4:01  |
| 9.        | 「犬のようになめろ」       | デーモン小暮      | エース清水        | 聖飢魔II、松崎雄一 | 4:33  |
| 10.       | 「ヒロイン・シンドローム」 | Sgt.ルーク篁III世 | デーモン小暮      | 聖飢魔II、松崎雄一 | 6:21  |
| 合計時間: | 合計時間:                  | 合計時間:         | 合計時間:         | 合計時間:          | 25:39 |

## スタッフ・クレジット
- CD付属の歌詞カードに記載されたクレジットを参照[27]。

### 聖飢魔II
- ゼノン石川 – ベース、コーラス
- ライデン湯沢 – ドラムス、コーラス
- デーモン小暮 – ボーカル、コーラス
- Sgt.ルーク篁III世 – ギター、コーラス
- エース清水 – ギター、コーラス

### 参加ミュージシャン
- 松崎雄一 – キーボード

### 録音スタッフ
- 聖飢魔II – プロデューサー
- 丸沢和宏 – ディレクター
- 川辺修久 – ミキシング・エンジニア、レコーディング・エンジニア
- 田中"Teppei"邦明 – ミキシング・エンジニア、レコーディング・エンジニア
- 中村悦弘 – レコーディング・エンジニア
- 伊藤隆司 – レコーディング・エンジニア
- 高橋尚哉 – アシスタント・エンジニア
- 田中"Quincy"三一 – デジタル・マスタリング

### その他スタッフ
- 平野喜久雄（ミュージックチェイス） – マネージャー
- 松元浩一 – セカンド・マネージャー
- もとやましげる – セカンド・マネージャー
- 山本健也 – FITZBEAT A&R
- 安場晴生 – FITZBEAT A&R
- おざわあゆみ – ミュージックチェイス・プロモーション・スタッフ
- 樋口伸一 – クルー
- はすみまさき – クルー
- Kanichi – クルー
- GERONIMO – クルー
- 杉本幸彦 – ドラムス・ピッチ・チューナー
- 稲垣博司 – エグゼクティブ・プロデューサー
- 岩井周三（ミュージックチェイス） – エグゼクティブ・プロデューサー

### 美術スタッフ
- 加藤靖隆（アボーヴ・アス・オンリー・スカイ・スタジオ） – アート・ディレクション、デザイン
- 澤秀樹 – デザイン
- 海野大輔 – デザイン
- 藤井春日 – 写真撮影
- 神林泰子 – スタイリスト
- 多羅尾正明 – イラストレーション

### リイシュー盤スタッフ
- 椿洋也（ソニー・ミュージックダイレクト） – A&R
- 塩月博之（ソニー・ミュージックスタジオ東京） – マスタリング
- 佐藤秀幸（ソニー・ミュージックコミュニケーションズ） – プロダクト・コーディネーション
- 坂井智明 (Blanchic) – アートワーク・リファインメント
- 中島健作 (Blanchic) – アートワーク・リファインメント

## リリース日一覧
| No. | リリース日    | レーベル                                 | 規格         | カタログ番号 | 最高順位 | 備考                   | 出典                |
| --- | ------------- | ---------------------------------------- | ------------ | ------------ | -------- | ---------------------- | ------------------- |
| 1   | 1990年9月9日  | CBS・ソニー／FITZBEAT                    | CD           | CSCL-1510～2 | 5位      | 初回限定盤             | [ 2 ]               |
| 2   | 1990年9月15日 | CBS・ソニー／FITZBEAT                    | CD           | CSCL-1513    | 34位     | 通常盤                 | [ 2 ] [ 22 ] [ 28 ] |
| 3   | 1990年9月15日 | CBS・ソニー／FITZBEAT                    | CT           | CSTL-1513    | 34位     |                        | [ 2 ]               |
| 4   | 1994年7月1日  | ソニー・ミュージックレコーズ             | MD           | KSY2-2018    | -        |                        | [ 29 ]              |
| 5   | 2013年7月17日 | ソニー・ミュージックダイレクト／GT music | BSCD2        | MHCL-30100   | -        |                        | [ 30 ] [ 1 ]        |
| 6   | 2013年7月17日 | ソニー・ミュージックダイレクト           | AAC-LC       | -            | -        | デジタル・ダウンロード | [ 31 ]              |
| 7   | 2013年7月17日 | ソニー・ミュージックダイレクト           | ロスレスFLAC | -            | -        | デジタル・ダウンロード | [ 32 ]              |